# Buota Village (ort i Tabiteuea)
Buota Village är en ort i Kiribati.   Den ligger i örådet Tabiteuea och ögruppen Gilbertöarna, i den sydöstra delen av landet, 300 km sydost om huvudstaden Tarawa. Buota Village ligger 12 meter över havet och antalet invånare är 343. Den ligger på ön Eanikai.
Terrängen runt Buota Village är mycket platt.  Närmaste större samhälle är Eita Village, 3,7 km sydost om Buota Village. 